# Tywercy

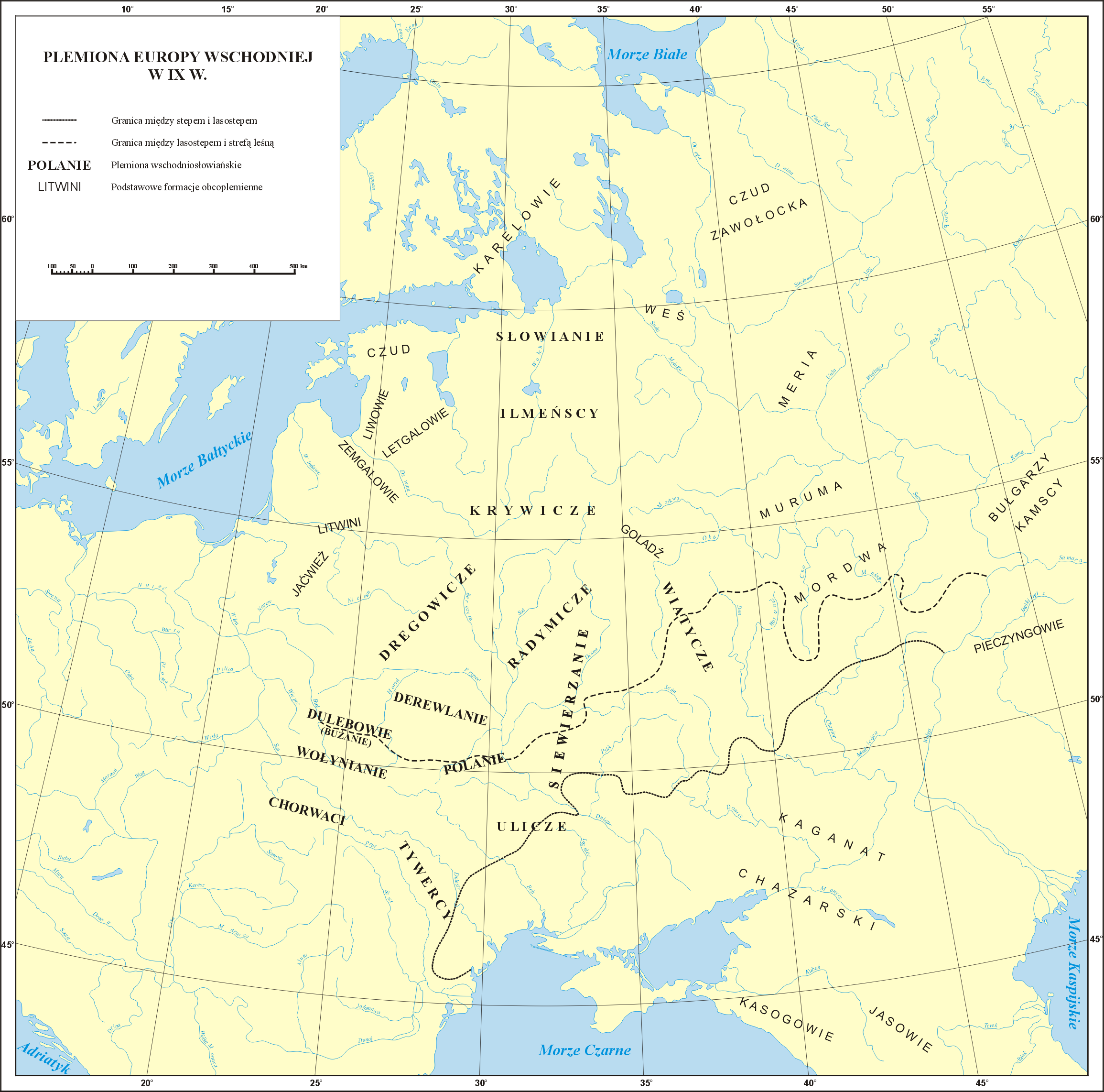
Plemiona Słowiańskie w VIII–X w. w świetle informacji „Powieści dorocznej“ (na podstawie opracowania prof. Wojciecha Szymańskiego)

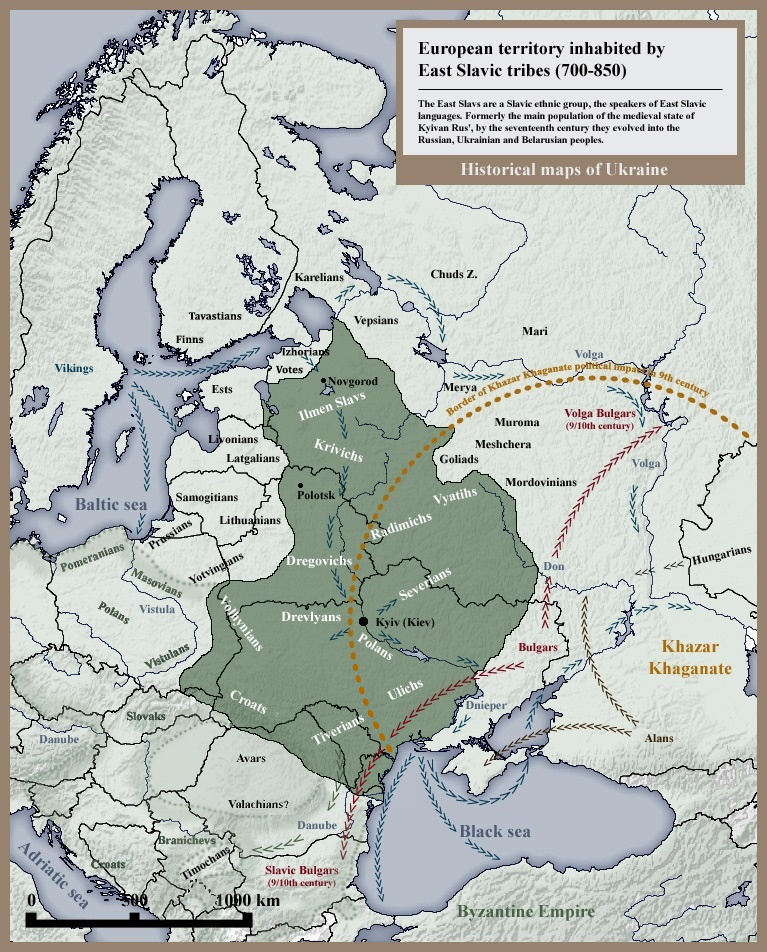
Słowianie wschodni w VIII–IX w.

Tywercy – plemię słowiańskie zaliczane do grupy Słowian wschodnich. 
Jedno z plemion wymienionych w Powieści dorocznej.
Tywercy zamieszkiwali strefę stepową między dolnym Dniestrem a Bohem, a osadnictwo ich sięgało delty Dunaju. 
W IX wieku atakowani przez księcia ruskiego Olega. W 915 roku włączeni do Rusi Kijowskiej przez księcia Igora.
Od plemiennej nazwy Tywerców wywodzi swoją etymologię miasteczko Tywrów, położone nad rzeką Boh. 